# Nature Reviews Cancer
Nature Reviews Cancer è una rivista scientifica mensile che pubblica articoli di revisione nel campo dell'oncologia. È stata fondata nel 2001.  La caporedattrice è Anna Dart.
I temi trattati includono: insorgenza del cancro e prevenzione del cancro, diagnosi del cancro, morte cellulare (apoptosi), instabilità genomica, angiogenesi, metastasi, approcci convenzionali nella diagnosi e nella terapia del cancro, nuovi approcci nella terapia del cancro, sistemi e tecniche sperimentali, malattie associate al cancro e questioni etiche, legali e sociali relative alla ricerca sul cancro.

## Indicizzazione
Gli abstract e gli articoli della rivista sono indicizzati da:
- PubMed[4]
- Science Citation Index Expanded[5]
- Scopus[6]
- Medline[7]
- SCIMAGOJR[8]

Secondo il Journal Citation Reports, nel 2021 la rivista ha ricevuto un fattore di impatto pari a 69,800, collocandosi al 2º posto fra 245 titoli nella categoria "Oncologia".